# Psittacanthus robustus
Psittacanthus robustus là một loài thực vật có hoa trong họ Loranthaceae. Loài này được (Mart.) Marloth miêu tả khoa học đầu tiên năm 1830.

## Hình ảnh

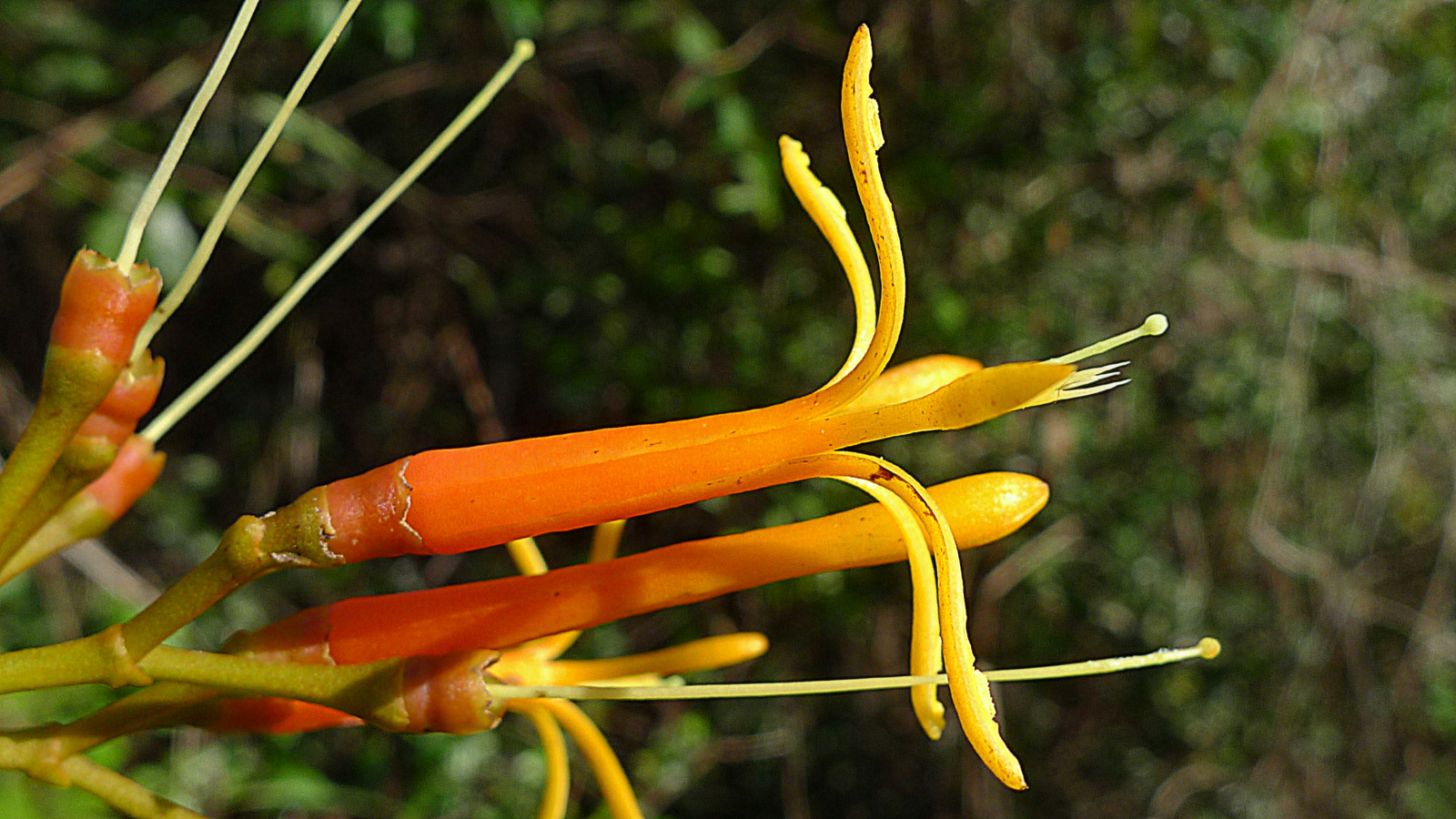
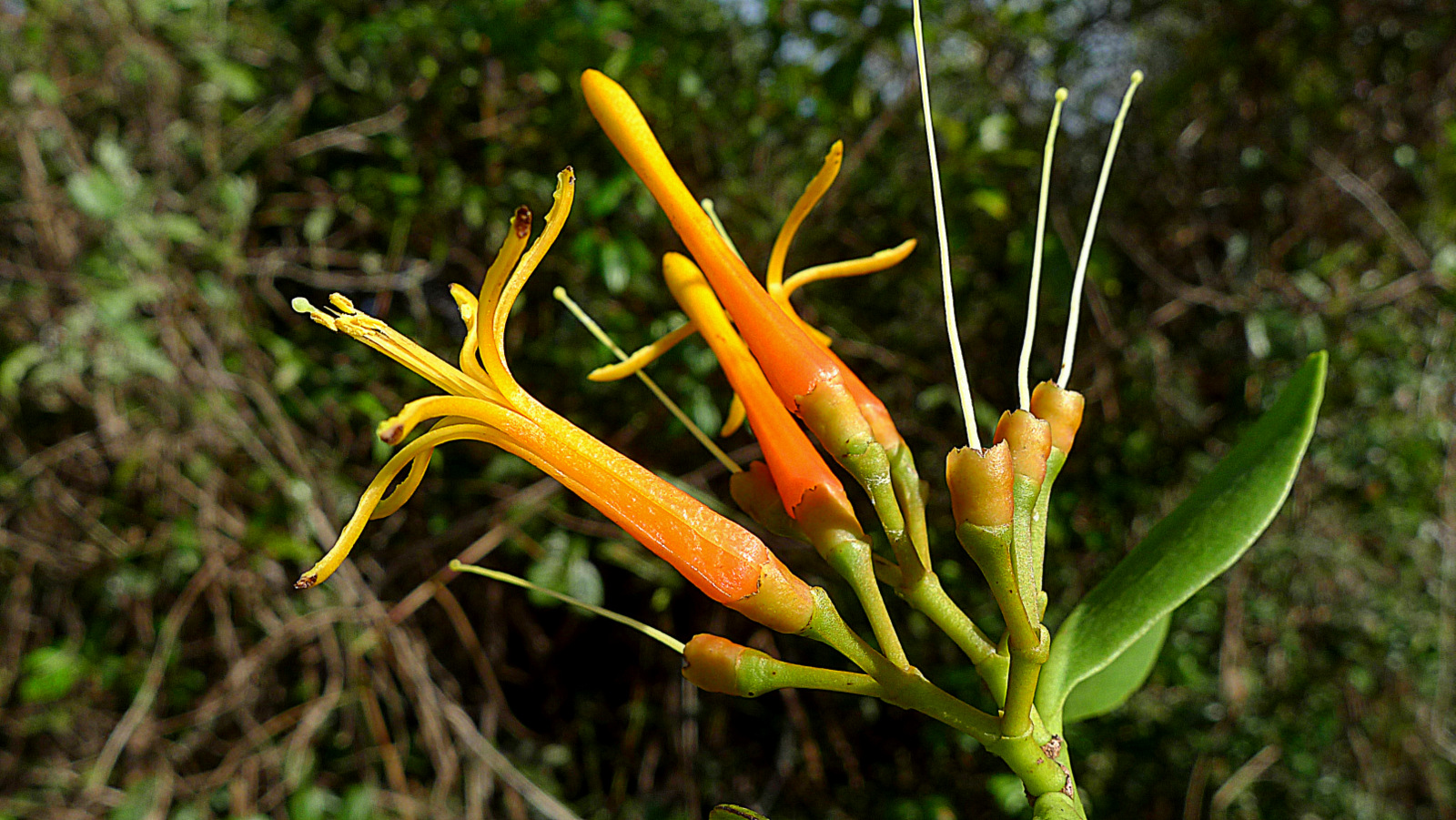
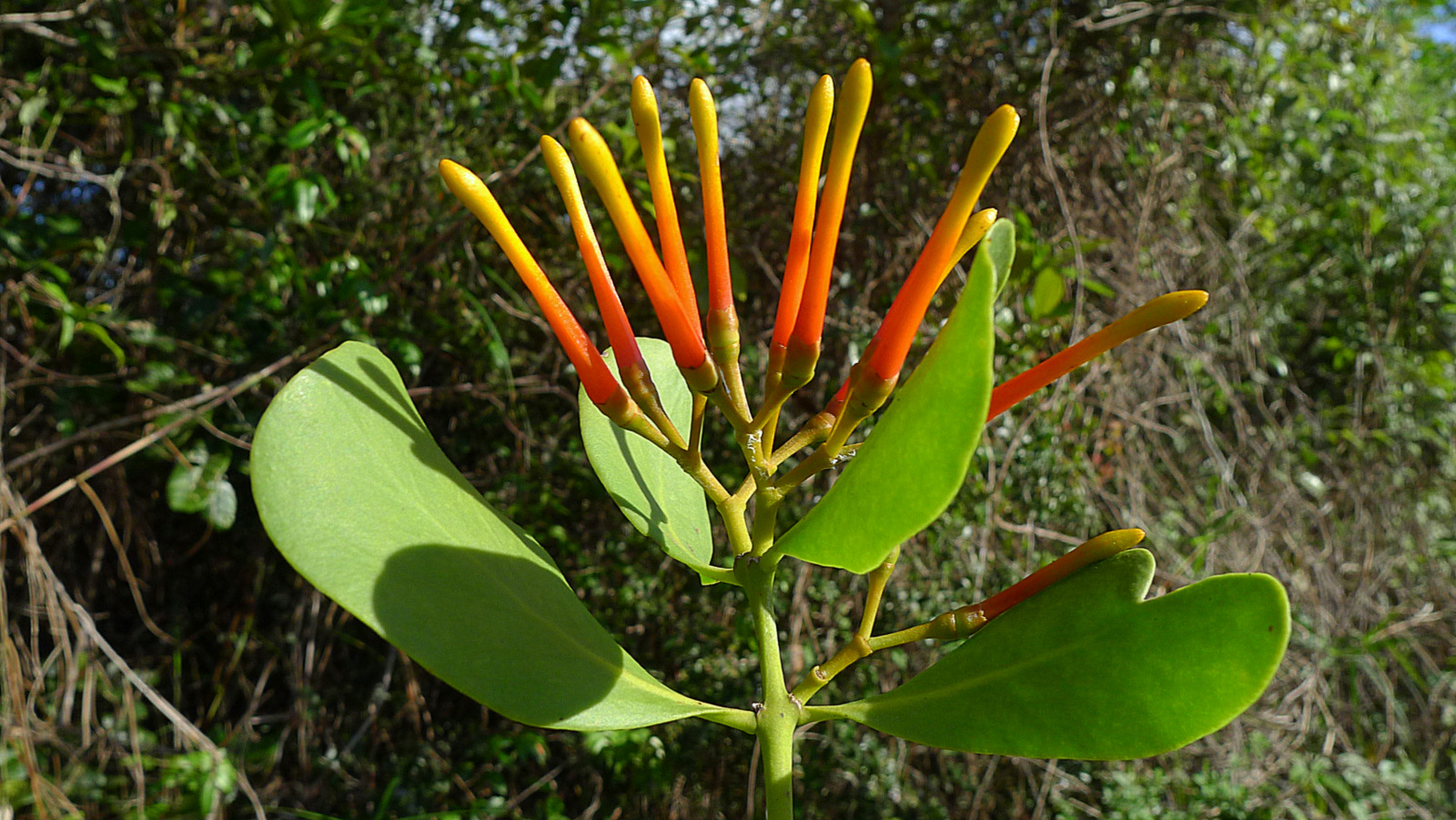
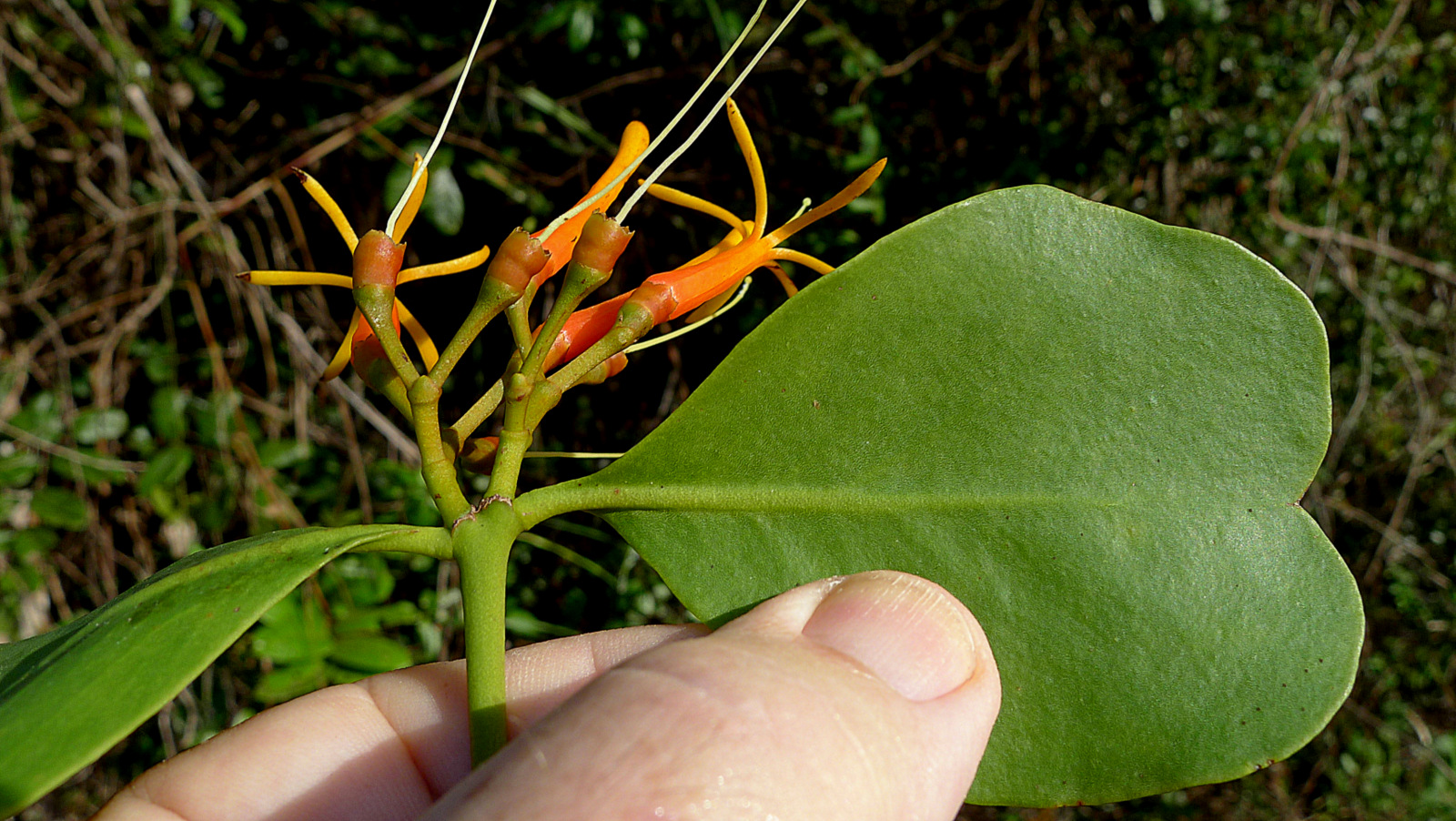